# NGC 1629
NGC 1629 (również ESO 55-SC24) – gromada otwarta, znajdująca się w gwiazdozbiorze Węża Wodnego. Należy do Wielkiego Obłoku Magellana. Odkrył ją John Herschel 23 grudnia 1834 roku.